# La gran vida
La gran vida és una pel·lícula espanyola de comèdia del 2000 dirigida per Antonio Cuadri en la que va ser la seva òpera prima. El guió és de Fernando León de Aranoa.

## Argument
Martín és un conductor d'autobusos que decideix suïcidar-se. Als seus trenta i tants anys se sent fracassat en tots els aspectes de la seva vida.
Quan està a punt de tirar-se del pont és rescatat per Salva, un desconegut que li proposa "retardar" la seva mort un parell de setmanes, per a demanar un milió de dòlars a uns prestadors i donar-se "La Gran Vida" durant aquest temps, gaudint dels plaers de la vida. Transcorregut el termini els prestadors premerien el gallet per ell.
Martín accepta i Salva organitza una gran festa en la qual coneixen a una cambrera anomenada Lola, una immigrant desllenguada que conquesta al nou milionari amb intencions ocultes.

## Repartiment
- Salma Hayek - Lola
- Carmelo Gómez - Martin
- Tito Valverde - Salva
- Alicia Agut - Rosa
- Pilar López de Ayala
- Carlos Bardem - Matón discoteca 1
- Miguel Ayones- Montero